# Serinda Swan
Serinda Swan (West Vancouver, 1984. július 11. –) kanadai színésznő.
Leginkább televíziós sorozatokban szerepel. 2009 és 2010 között a Smallville-ben alakította Zatannát, majd a Piszkos csapat című amerikai drámasorozat egyik főszerepét kapta meg. 2013-tól 2015-ig a Graceland – Ügynökjátszma főszereplője volt, 2017-ben a Nagypályások visszatérő szereplője lett. Ugyanebben az évben az Embertelenek sci-fi sorozatban is főszerepben tűnt fel.
2019-től három éven át játszotta a címszereplőt A halottkém című bűnügyi sorozatban, 2022-ben egy epizód rendezését is elvállalta. 2023-ban a Reacher második évadjának egyik főszereplője lett.

## Filmográfia

### Film
| Év   | Magyar cím                                     | Eredeti cím                                        | Szerep           | Magyar hang        |
| ---- | ---------------------------------------------- | -------------------------------------------------- | ---------------- | ------------------ |
| 2005 |                                                | Neal ’n’ Nikki                                     | Amanda           |                    |
| 2009 |                                                | The Break-Up Artist                                | Ashley           |                    |
| 2010 | Villámtolvaj – Percy Jackson és az olimposziak | Percy Jackson & the Olympians: The Lightning Thief | Aphrodité        |                    |
| 2010 | Tron: Örökség                                  | Tron: Legacy                                       | szirén           |                    |
| 2011 | Kíméletlen bosszú                              | Recoil                                             | Darcy            | Kisfalvi Krisztina |
| 2011 |                                                | Creature                                           | Emily            |                    |
| 2012 | Számkivetettek                                 | The Baytown Outlaws                                | Jez              | Lamboni Anna       |
| 2014 |                                                | Jinn                                               | Jasmine Walker   |                    |
| 2014 |                                                | My Sister                                          | Melissa          |                    |
| 2017 |                                                | The Veil                                           | Zera             |                    |
| 2020 |                                                | Revenge Ride                                       | Maggie           |                    |
| 2021 |                                                | Redemption Day                                     | Kate Paxton      |                    |
| 2022 |                                                | Devotion                                           | Elizabeth Taylor |                    |

Rövidfilmek
- 2010: Random Walk – ismeretlen szerep
- 2012: Wake – Alex
- 2015: Sentient – Heather
- 2016: Hit TV: The Prologue – Julia
- 2017: Crowbar Smile – Julia
- 2017: Blood Ride – Maggie
- 2019: Shangri-La – Vera Thompson
- 2021: Honey – Billie

### Televízió
| Év        | Magyar cím                        | Eredeti cím         | Szerep                                     | Megjegyzések                                      |
| --------- | --------------------------------- | ------------------- | ------------------------------------------ | ------------------------------------------------- |
| 2006–2010 | Odaát                             | Supernatural        | kórházi recepciós / Ashley Frank / Veritas | 2 epizód                                          |
| 2007      |                                   | Exes and Ohs        | Lucianne                                   | 1 epizód                                          |
| 2007      | Vámpír akták                      | Blood Ties          | fiatal nő                                  | 1 epizód                                          |
| 2008      | A Loch Ness-i szörny visszatér    | Loch Ness Terror    | Caroleena                                  | tévéfilm                                          |
| 2008      | Psych – Dilis detektívek          | Psych               | Eileen Mazwell                             | 1 epizód                                          |
| 2009      |                                   | Desperate Escape    | Melissa                                    | tévéfilm                                          |
| 2009      |                                   | Hostile Makeover    | Amanda Manville                            | tévéfilm                                          |
| 2009      |                                   | Trust               | Tiffany                                    | tévéfilm                                          |
| 2009–2010 | Smallville                        | Smallville          | Zatanna Zatara                             | 3 epizód                                          |
| 2011      | Hawaii Five-0                     | Hawaii Five-0       | Alana                                      | 1 epizód                                          |
| 2011–2012 | Piszkos csapat                    | Breakout Kings      | Erica Reed                                 | főszereplő (22 epizód)                            |
| 2013      | Doyle és Doyle – Ketten bevetésen | Republic of Doyle   | Patti Middlebrooks                         | 1 epizód                                          |
| 2013–2015 | Graceland – Ügynökjátszma         | Graceland           | Paige Arkin                                | főszereplő (37 epizód)                            |
| 2014      |                                   | Graceland Insider   | Paige Arkin                                | 2 epizód                                          |
| 2014      | A kiválasztottak                  | The Tomorrow People | Cassandra Smythe                           | 2 epizód                                          |
| 2014      | Lángoló Chicago                   | Chicago Fire        | Brittany Baker                             | visszatérő szereplő (4 epizód)                    |
| 2017      | Viszály                           | Feud                | Anne Bancroft                              | 1 epizód                                          |
| 2017      | Nagypályások                      | Ballers             | Chloe                                      | visszatérő szereplő (6 epizód)                    |
| 2017      | Embertelenek                      | Inhumans            | Medusa                                     | főszereplő (8 epizód) magyar hangja Solecki Janka |
| 2018      | Robotcsirke                       | Robot Chicken       | Leslie / Katara (hangja)                   | 1 epizód                                          |
| 2020      |                                   | The Twilight Zone   | Ellen Lowell                               | 1 epizód                                          |
| 2019–2022 | A halottkém                       | Coroner             | Jenny Cooper                               | főszereplő (38 epizód)                            |
| 2023–2024 | Reacher                           | Reacher             | Karla Dixon                                | főszereplő (2. évad) 8 epizód                     |

## Fordítás
- Ez a szócikk részben vagy egészben  a   Serinda Swan című angol Wikipédia-szócikk ezen változatának fordításán alapul.  Az eredeti cikk szerkesztőit annak laptörténete sorolja fel. Ez a jelzés csupán a megfogalmazás eredetét és a szerzői jogokat jelzi, nem szolgál a cikkben szereplő információk forrásmegjelöléseként.